# Symbolstein vom Knowe of Burrian

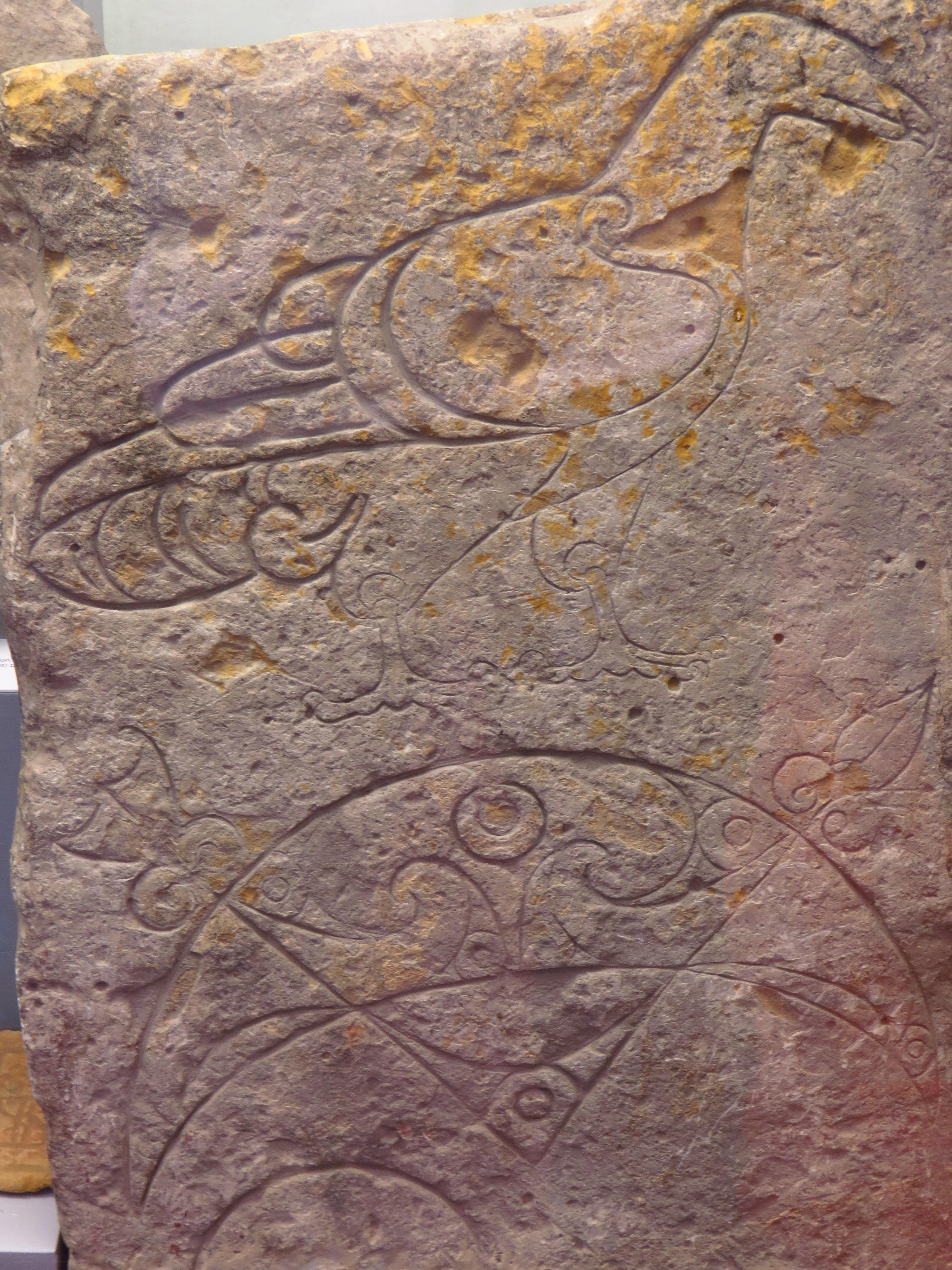
Symbolstein vom Knowe of Burrian

 Der piktische Symbolstein vom Knowe of Burrian, gefunden in Harray auf der Orkneyinsel Mainland, befindet sich heute im Orkney Museum in Kirkwall.
Der Symbolstein wurde 1936 bei Amateurgrabungen am Eingang eines Brunnens in einem ruinierten Broch gefunden. Der in zwei Teile zerbrochene und wieder zusammengefügte Stein der Kategorie Class I stammt aus dem 7. Jahrhundert.

## Beschreibung
Die 1,1 m hohe, 0,54 m breite und 0,1 m dicke Platte ist aus Sandstein. Auf einer Breitseite sind drei piktische Symbole eingeschnitten: Oben ein Adler über einem verzierten Halbmond und einem V-Stab und unten ein Spiegel mit einem Doppelkugelgriff.

## Klassifikation
In „The Early Christian Monuments of Scotland“ (1903) klassifizierten John Romilly Allen (1847–1907) und Joseph Anderson (1832–1916) die Steine in drei Klassen. Kritiker haben Schwächen in dem System festgestellt, aber es wird weiterverwendet. Class 1 sind unbearbeitete Steine mit eingeschnittenen Symbolen. Es gibt keine Kreuzdarstellungen. Die Steine stammen aus dem 6. bis 8. Jahrhundert.
Derzeit sind etwa 350 Symbolsteine bekannt, es werden aber immer wieder neue entdeckt. Piktische Symbolsteine sind im Allgemeinen im Nordosten Schottlands zu finden. Elf Symbolsteine, meistens Fragmente, wurden auf Orkney gefunden.